# Рёштиграбен

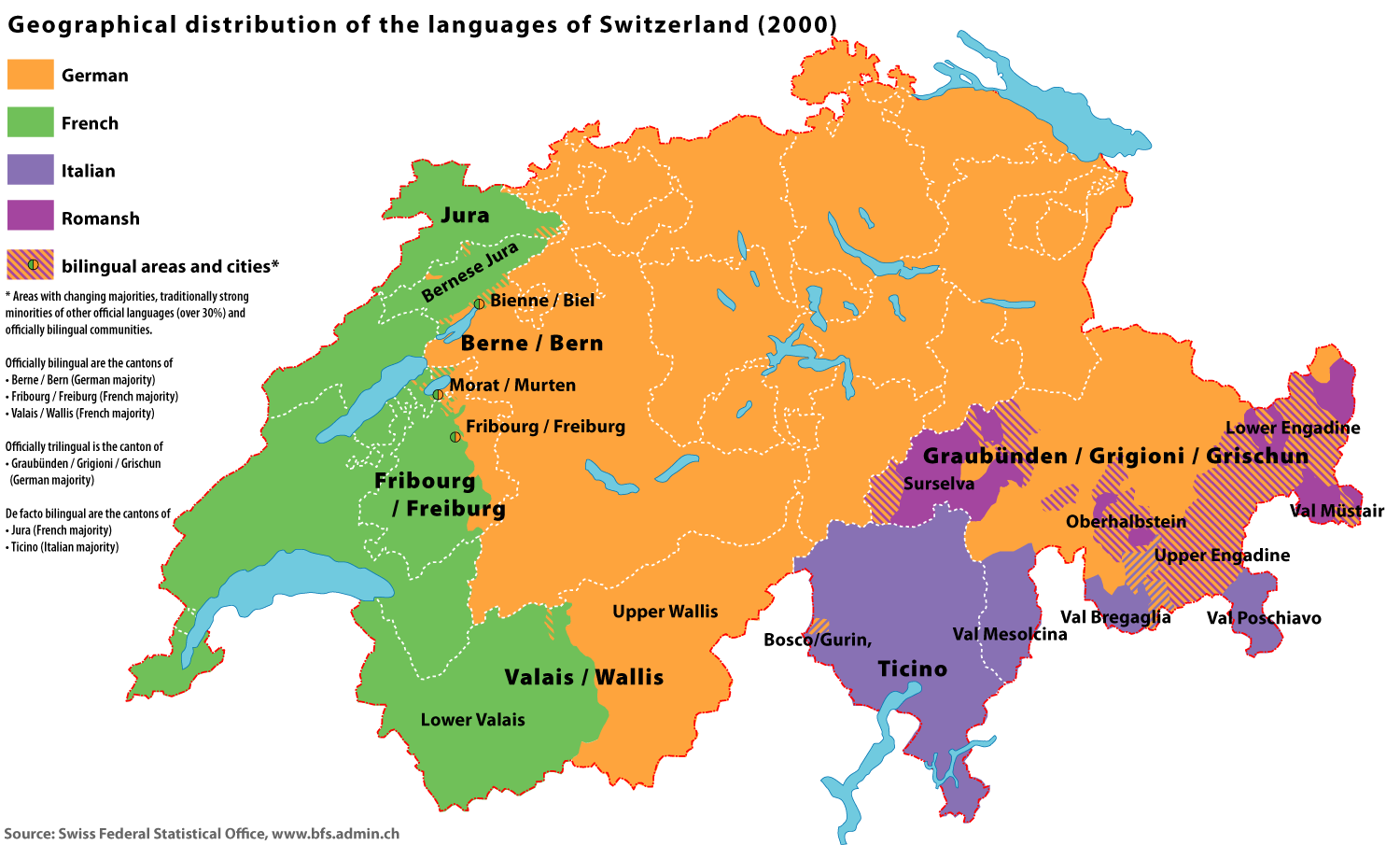
Преобладание французского (зелёный) и немецкого (оранжевый) языков в Швейцарии

Рёштиграбен (нем. Röstigraben, буквально «ров рёшти») — шутливое название границы между немецкоговорящей и франкоговорящей частями Швейцарии, один из символов культурных различий между франкошвейцарцами и германошвейцарцами.
«Ров» назван по блюду рёшти, которое раньше было популярно в немецкой Швейцарии, но сегодня считается национальным блюдом всей Швейцарии. Языковая и культурная граница пролегает по реке Зане.
Взаимоотношения между французской и немецкой частями Швейцарии являются важнейшим фактором в развитии национальной истории. С начала XIX века, когда к территории Швейцарии были присоединены густонаселённые франкоязычные области, и по сей день они характеризуются большим числом конфликтов и противоречий. Особенно острым вопросом в этих взаимоотношениях явился конфликт вокруг образования нового кантона Юра. Основных причин две. Во-первых, большую роль играет память о предках. Франкошвейцарцы помнят, что их территории в ходе Бургундских войн были завоеваны Берном, который проводил в то время политику территориальной экспансии. Также и германошвейцарцы не забывают, что кантональная государственность западной части страны была, по сути, заложена французскими штыками. Во-вторых, важны и различия в политическом темпераменте и менталитете двух культурно-языковых общин.

## История взаимоотношений «французской» и «немецкой» частей страны

### «Референдарные войны» в конце XIX начале XX вв
Период с 1874 года, когда была проведена первая тотальная ревизия конституции, и до начала Первой мировой войны в 1914 году в швейцарской традиционной историографии принято называть периодом «референдарных войн» между французской и немецкой частями Швейцарии. Этот период характеризуется тем, что представители федералистски настроенных западных франкоязычных кантонов всегда выступали против любых попыток немецкоязычного большинства укрепить центральную власть в стране. Эффективным инструментом давления «романской» Швейцарии являлся факультативный референдум, право на использование которого было закреплено в конституции 1874 года.
Почти сразу же после тотальной ревизии конституции 1874 года разгорелось противостояние по вопросу о введении единых для всей Швейцарии правил регистрации браков. Против такого нововведения выступали представители католической и протестантской церквей, а также жители франкоговорящих областей. Пришлось прибегнуть к референдуму, по результатам которого закон о новых правилах регистрации браков был принят.
Следующий виток борьбы приходится на 1877 год, когда Федеральный совет Швейцарии внёс на рассмотрение парламента так называемый «Фабричный закон», который должен был ограничить рабочий день до 11 часов и применение детского труда. Франкоязычные федералисты начали активную кампанию против этого закона, очередной раз увидев в этом попытку усиления центра и ограничения прав кантонов. Но на этот раз они проиграли, и закон, хоть и с незначительным большинством, был принят.
Особую полемику в обществе на рубеже XIX и XX веков вызвало предложение высших офицерских кругов о реформировании армии по прусскому образцу, а также передаче всех военных полномочий из кантонов федеральному центру. Это предложение требовало изменения конституции, так как вариант 1874 года делил военные полномочия между кантонами и центром. Как и следовало ожидать, противниками данной реформы стали франкоязычные кантоны. По результатам референдума введение новой военной статьи в федеральную конституцию было отвергнуто населением.
В последующем ещё много раз проявлялось различие мнений между двумя культурно-языковыми регионами страны по таким вопросам, как школьное образование, реформирование банковского законодательства, унификация гражданского и уголовного права, создание Национального банка и другим. Но все спорные вопросы решались путём обсуждения в парламенте, либо вынесением вопроса на общешвейцарский референдум.
Особо сильны различия в отношении граждан к внешней и социальной политике. В то время как франкофонная Швейцария более открыта к зарубежным странам (в том числе ЕС) и к государственному урегулированию в социальных вопросах, их немецкоговорящие сограждане часто занимают противоположные позиции.

### Юрассийский сепаратизм и образование кантона Юра
В послевоенный период отношения между французским и немецким культурно-языковым ареалом не отличались сильной напряженностью. Единственной «горячей точкой» в отношениях между ними, безусловно, являлась проблема франкоговорящего региона кантона Берн — Юра.
Основы современного конфликта заложены ещё в далеком XIV веке, когда эта франкоязычная область в ходе так называемых «Бургундских войн» была насильственно включена в состав сильного немецкоязычного кантона Берн, в то время стремившегося расширить свою территорию за счёт продвижения на запад и юг. Таким образом, захваченная территория становилась фактически колонией Берна. В XVI веке после Реформации население Берна перешло в протестантство, что естественным образом было негативно воспринято католическим населением Юры. В то время были заложены основы конфликтного потенциала, которые привели к образованию нового независимого кантона Юра. В период существования Гельветической республики область Юра была присоединена к Франции и жила в течение 5 лет в либеральных социально-политических рамках «Кодекса Наполеона». Но вскоре произошла реставрация политического режима в Швейцарии, и по Заключительному акту Венского конгресса 1815 года область Юра была вновь присоединена к кантону Берн. Данное решение, как объясняет И. А. Петров, «… привело к дальнейшему возрастанию социального и межконфессионального напряжения в этом районе Швейцарии. Берн рассматривал Юру в качестве своего „сырьевого придатка“ и не уделял особого внимания развитию местной промышленности».
Конфликт обострился во второй половине XX века, когда активизировали свою деятельность различные террористические группировки юрассийских сепаратистов. Конфликт закончился проведением общенационального референдума, на котором население страны высказалось за образование нового кантона. Кантон Юра официально вошёл в состав Швейцарии 1 января 1979 года.

### Взаимоотношения «французской» и «немецкой» частей страны на современном этапе
Характеризуя период в целом, следует отметить, что отношения между «французской» и «немецкой» частями Швейцарии, за исключением конфликта вокруг Юры, носили умеренно напряженный характер.
Развитие отношений в 50-е и отчасти в 60-е годы XX века проходило под знаком начавшейся «холодной войны». Гитлер больше не угрожал Швейцарии, но зато теперь врагом стал Сталин. Общим знаменателем в позиционировании себя в «холодной войне» был антикоммунистический настрой всех швейцарцев. Однако здесь необходимо отметить некоторые нюансы. Если в «немецкой» части антикоммунистический консенсус был очень крепким, то о «французской» части такого сказать нельзя. Это прослеживается и в послевоенном политическом развитии. Если в «немецкой» части коммунисты исчезли с политической арены, то во «французской» части они (Швейцарская партия труда) находили достаточно симпатий со стороны населения.
Асимметричное развитие страны в послевоенные десятилетия естественным образом вело к отчуждению «французов» и «немцев». Это отчуждение явно проявилось в вопросе об армии Швейцарии. Если «немцы» требовали её довооружения, то среди «французов» царили антивоенные настроения, которые после смерти Сталина в 1953 году ещё больше усилились.
Разные позиции стороны заняли и в вопросе о ядерном оружии. Примечательно, что швейцарские военные в послевоенные годы хотели заполучить собственную атомную бомбу. В 1957-58 гг. в Швейцарии, как и во многих странах Европы, зародилось мощное «антиатомное» движение, активную роль в котором играли политические деятели из «французской» Швейцарии. Ими была предпринята попытка на конституциональном уровне закрепить запрет на производство, ввоз, транзит, складирование и применение ядерного оружия. На состоявшемся в 1962 году референдуме эта инициатива была отклонена. Причем основная часть голосовавших против поправки принадлежала «немецкоязычной» Швейцарии.
В 50-е и 60-е гг. разница между «французской» и «немецкой» частями Швейцарии ещё много раз проявлялась в подходах к различным проблемам. В целом же отношения между двумя основными культурно-языковыми областями Швейцарии развивались беспроблемно и если и приобретали какой-либо конфликтный характер, то проявлялось это в «вежливом равнодушии» друг к другу. Объясняется это стабильным экономическим ростом и увеличением благосостояния населения. Благодаря этому какие-либо культурные или лингвистические противоречия нивелировались высоким социально-экономическим положением в стране или выносились на второй план. Единственной горячей точкой в отношениях между «французской» и «немецкой» частями был вопрос вокруг Юры.
В 70-е годы характер взаимоотношений между двумя основными культурно-языковыми ареалами страны определялся с учетом новых реалий, связанных с началом промышленной рецессии и так называемым «нефтяным шоком». Мировая экономическая рецессия в первую очередь затронула часовую промышленность, в основной своей массе сконцентрированную во «французской» части Швейцарии. Это привело к усилению экономической диспропорции страны и, в какой-то мере, ко второму раунду «референдарных» войн. Именно в это время в статье швейцарского журнала Sprachspiegel появляется теперь уже общепринятое понятие «рёштиграбен» («Röstigraben», в переводе с немецкого буквально «картофельный ров»).
В конце 80-х — начале 90-х гг. новым камнем преткновения в отношениях между «немецкой» и «французской» частями Швейцарии становится проводимая на европейском направлении политика. На кону стояла модернизация внешней политики Швейцарии, «открытие» страны. Если позиции обеих сторон в вопросе о вхождении в ООН были едины — тогда, в марте 1996 года, швейцарцы дружно отклонили такое развитие событий (75,7 %), — то в отношении интегрирующейся Европы четко обозначились два совершенно разных подхода. Если франкошвейцарцы дружно выступали за вступление в ЕС, то «немцы» были против такого развития событий.
Шагом к преодолению отчуждения между основными культурно-языковыми группами Швейцарии можно считать внесение в Конституцию в марте 1996 года новой редакции «языковой статьи». Обновленная статья не только гарантировала существование четырёхъязычия в стране, но налагала на Федеральный Совет обязанность содействовать укреплению взаимопонимания между основными культурно-языковыми регионами страны. Голосование по этому вопросу выявило общенациональный консенсус — за поправку проголосовало 76 % принимавших участие в референдуме.
Несмотря на то, что языковая и культурная гармония в обществе и была зафиксирована на бумаге, она далеко не совпадала со швейцарской действительностью. Так или иначе, проблемы между двумя основными культурно-языковыми ареалами никуда не исчезли. Хоть «рёштиграбен» уже не играет ту роль, как раньше, всё же политические, культурные, ментальные различия между «французской» и «немецкой» частями и в начале XXI столетия являются фактором национального развития страны.
Это наглядно продемонстрировал референдум по вопросу о запрете на возведение новых минаретов (2009), в ходе которого франко-швейцарцы, хоть и с незначительным перевесом, но выступили против запрета.